# ميك بروفي
ميك بروفي (بالإنجليزية: Mick Brophy)‏ هو لاعب قذف أيرلندي، ولد في 9 أكتوبر 1932 في Danesfort ‏ في جمهورية أيرلندا، وتوفي في 6 مارس 2009.